# 李静娴
李静娴（？—）女，山东青岛人，中华人民共和国及比利时女中音歌唱家。

## 生平
李静娴是1980年代海政歌舞团著名女中音歌唱家，与吕文科、卞小贞、苏小明等齐名。她音域宽广，音质明亮，音色淳厚，演唱中个人特点十分鲜明。1983年她推出了个人专辑《暮归》，成为中华人民共和国较早推出个人专辑的歌手之一。在1986年开播的电视连续剧《西游记》中，李静娴一人演唱了两首插曲《走啊走》、《青青菩提树》，随着该电视剧的热播，这两首插曲也广泛流传。在1980年代末至1990年代初的出国潮中，李静娴出国，后成为比利时皇家铸币局剧院终身歌唱家。

## 代表作品
*《共和国之恋》1988-1989 电视片/《母亲河》1989
*《丹心谱》（1980 ）老电影回顾
- 《晨风吹过机场的小道》（1981年）
- 《路漫漫》（1981年电影《路漫漫》插曲）
- 《乔治岛上升起五星红旗》（1985年三军歌唱家演唱会专辑）
- 《走啊走》（1986年电视连续剧《西游记》第4集《困囚五行山》插曲）
- 《青青菩提树》（1986年电视连续剧《西游记》第25集《波生极乐天》插曲）
- 《朋友》2013
- 《清明》2013
- 《黄鹤楼》2019...
- 独唱专辑《暮归》（1983年）：
  - 《路漫漫》
  - 《甜蜜蜜的生活哪里来》
  - 《夜歌》
  - 《枫叶丹丹》
  - 《青春舞曲》
  - 《月之故乡》
  - 《夏日里最后一朵玫瑰》
  - 《阿哥捎枝珊瑚来》
  - 《暮归》
  - 《蒲公英》
  - 《雨中巡航》
  - 《摇篮曲》
  - 《双塔月光曲》
  - 《红莓花儿开》
  - 《希望》